# ساحة الهديم

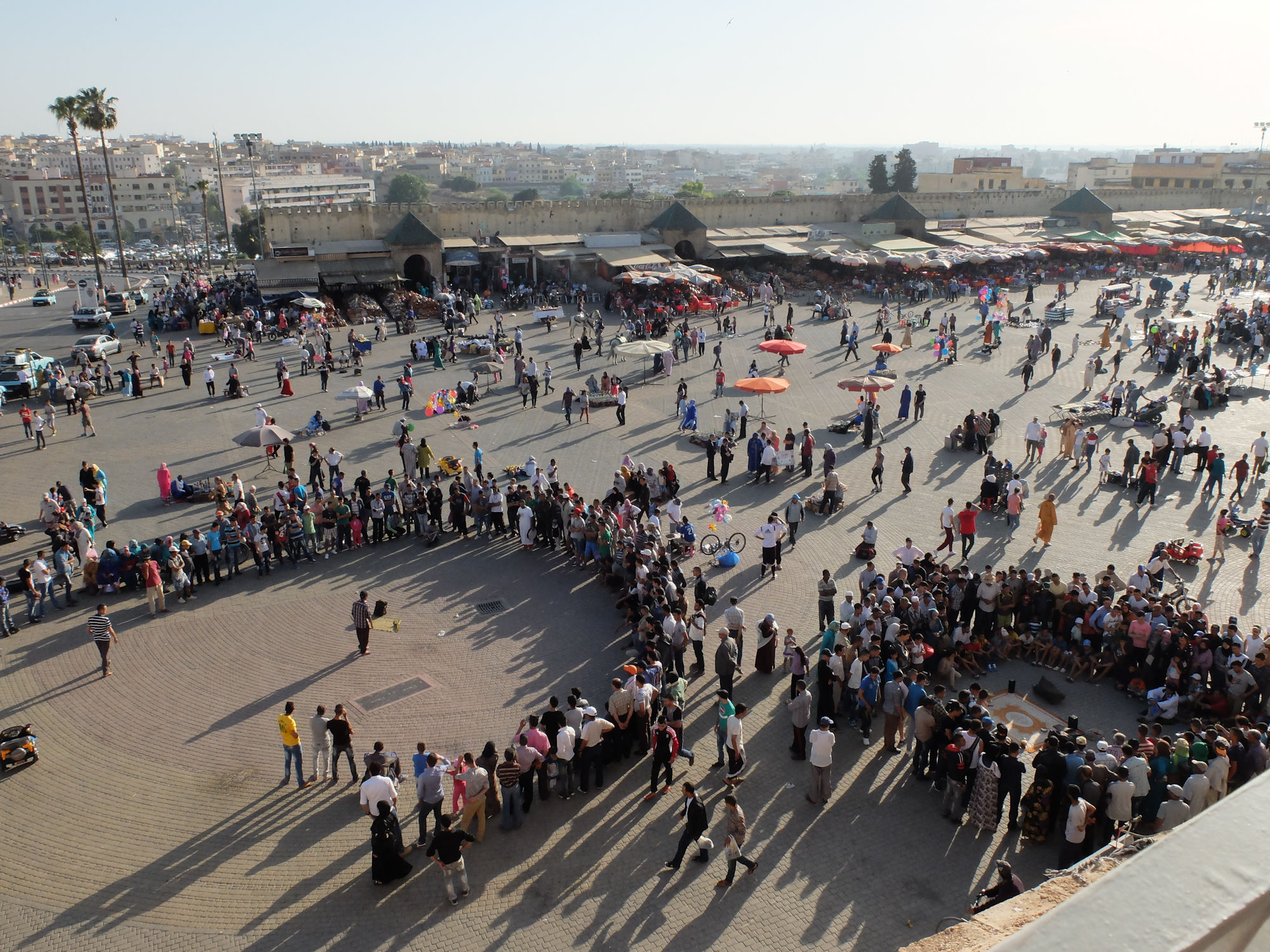
الحلقة بساحة الهديم

ساحة الهديم أو مشور القصور السلطانية، أسسها المولى إسماعيل لتربط بين المدينة السلطانية والمدينة العتيقىة لمكناس من جهة، وبين العاصمة الاسماعلية وضواحيها من جهة أخرى، إذ كان لها دور مهم، كنظيراتها، في ضبط المجال وترابط مكوناته، وهو موقع للتراث الثقافي المادي المغربي الموجود في مدينة مكناس المغربية، وتعد هذه الساحة متنفسا لسكان مدينة مكناس وزوارها لما تزخر به من تراث شعبي شفاهي كما أنها تعد وجهة سياحية كبرى. 
وهو ما يجعل من هذه الساحة بمثابة قبلة ومتنفسًا لسكان مكناس وزوارها لما تزخر به من تراث شعبي شفاهي، إلى جانب كونها موقعًا سياحيًا وممرًا للقوافل السياحية، وبفضلها صنفت مدينة مكناس كتراث عالمي إنساني سنة 1997.
- تشغل ساحة الهديم مساحة مستطيلة شاسعة تقدر ب18000 متر مربع بعرض 90م وطول 200م تقريبا.
- يعزى أصل تسمية الساحة بساحة الهديم إلى شهادتها على عدد من عمليات هدم البنايات التي كانت تشغل المكان قبل إقامة العاصمة الإسماعيلية.

## تاريخ الساحة
ارتبط اسم ساحة الهديم بالمآثر التاريخية التي تؤثث أطرافها، كباب المنصور العلج الذي يعد الباب الرئيسي للقصبة الاسماعلية، ومنه استنبطت تسميتها ووظيفتها الأولية كمشور للقصور السلطانية.
شهدت ساحة الهديم، كفضاء عام، مختلف أنواع الاحتفالات والاستعراضات خاصة منها العسكرية. كما تم استغلالها كذلك كفناء كبير في إقامة تظاهرات دينية، ثقافية ورسمية بحضور السلاطين والأعيان. بينما كانت تحتضن في سائر الأيام السوق الأسبوعي. ومنذ ذلك التاريخ وهي تعد رمزا للمدينة.

## وظيفتها الحالية
تعرف ساحة الهديم حاليا حيوية كبيرة إذ صارت فضاء شعبيا للفرجة والترفيه واستعراض فن الحلقة، تجذب السكان المحليين وتستقطب السياح للاستمتاع بمشاهدة عروض فنية وثقافية ورياضية وغير ذلك من مظاهر الفرجة الشعبية، بالإضافة إلى تضمنها محلات لبيع التذكارات من بينها الفخار التي تعرف به المدينة الإسماعيلية مكناس. كما تشتهر الهديم أيضا بكونها منطقة تجارية مجاورة للسوق الكبير المغطى ” قبة السوق “.

## ساحة الهديم ملتقى ثقافي و حضاري
تعد ساحة الهديم اليوم من أهم الفضاءات الثقافية في مكناس، حيث تعد موقعا هاما لصناع الفرجة (الحلايقية) الذين عادوا من جديد إلى الساحة عقب افتتاحها. 
هذا بالإضافة إلى وجود الحكواتيين و مروضي الحيوانات والراقصين الذين يساهمون في خلق الأجواء الاحتفالية التي تجعل ساحة الهديم شبيهة بساحة الفنا في مراكش. 

## معرض الصور

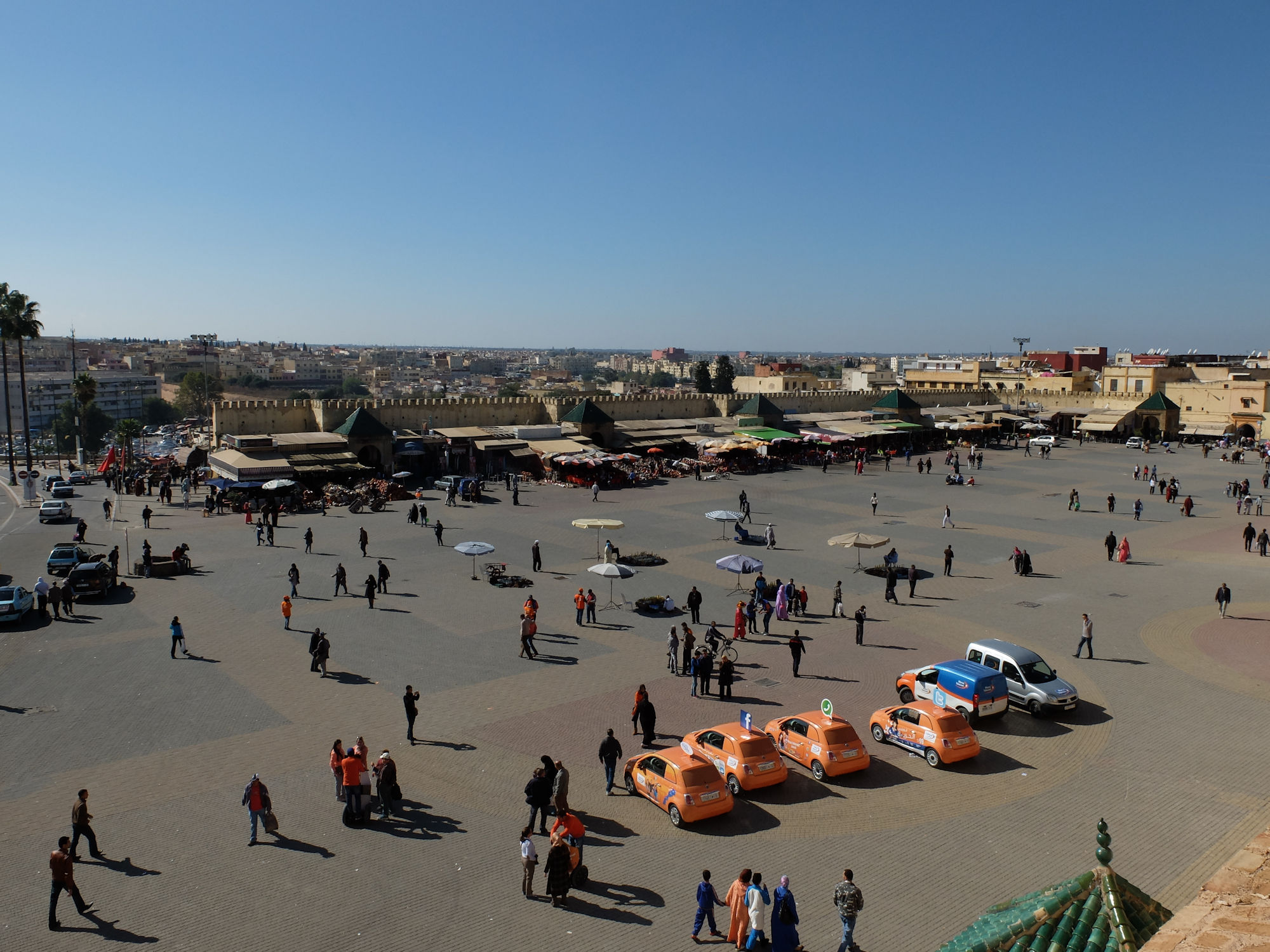
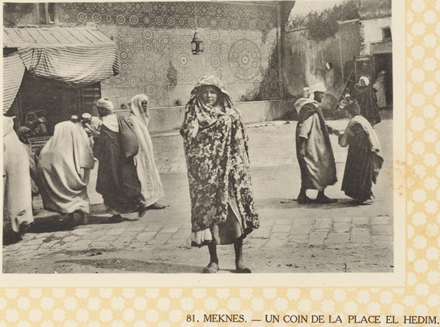
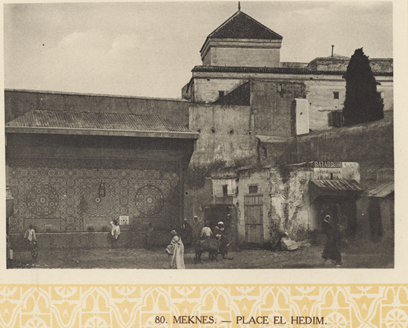
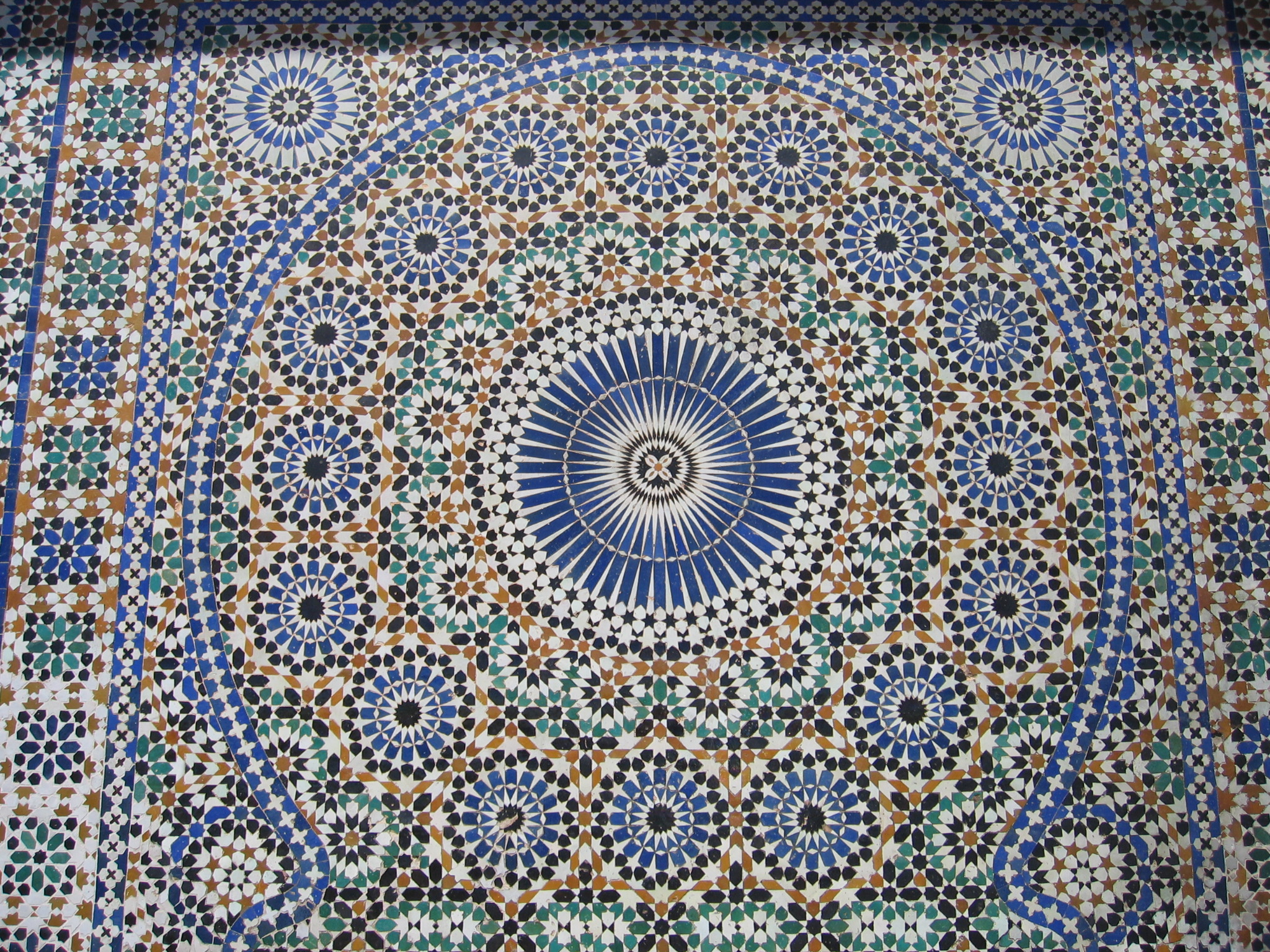
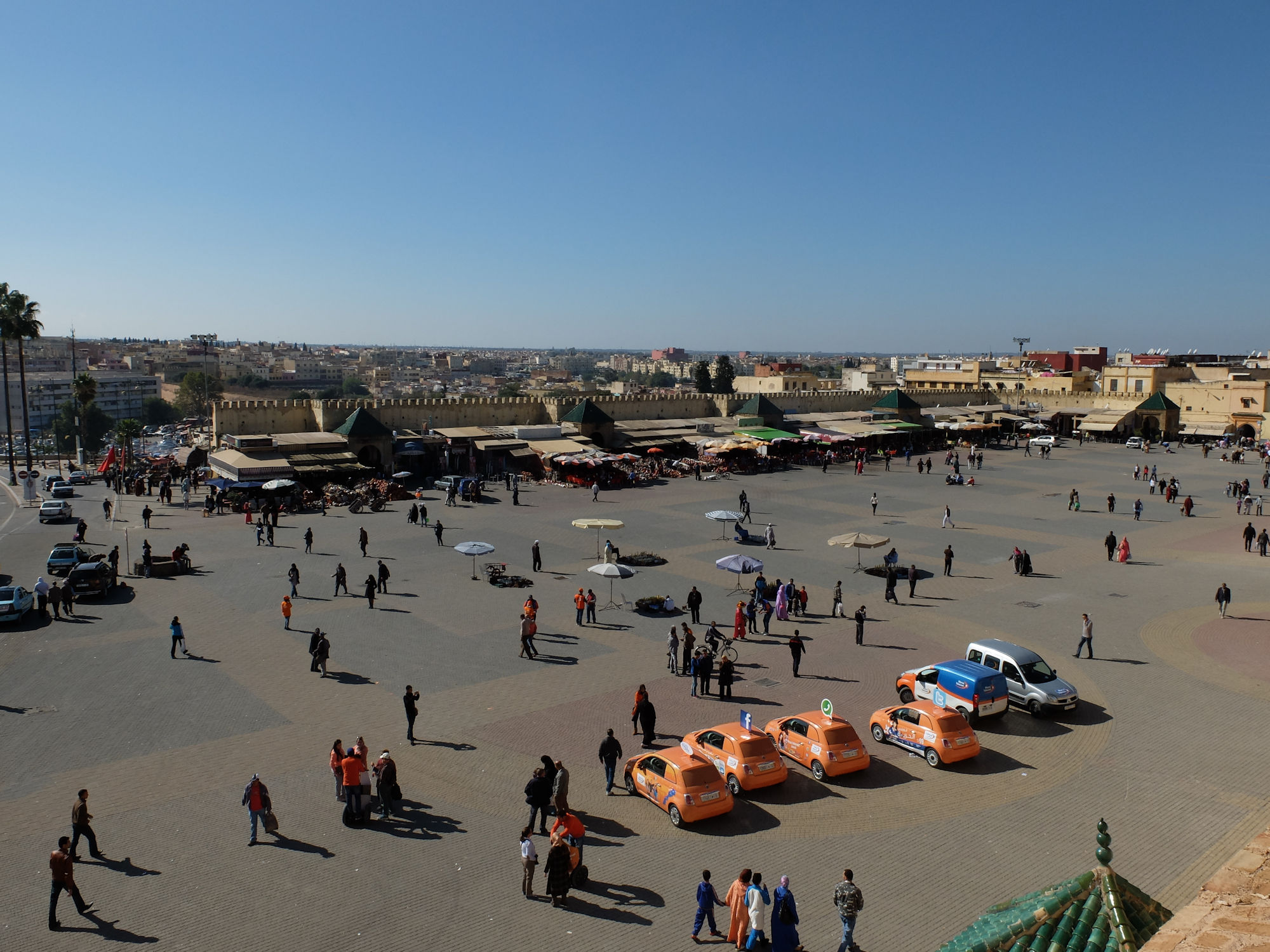
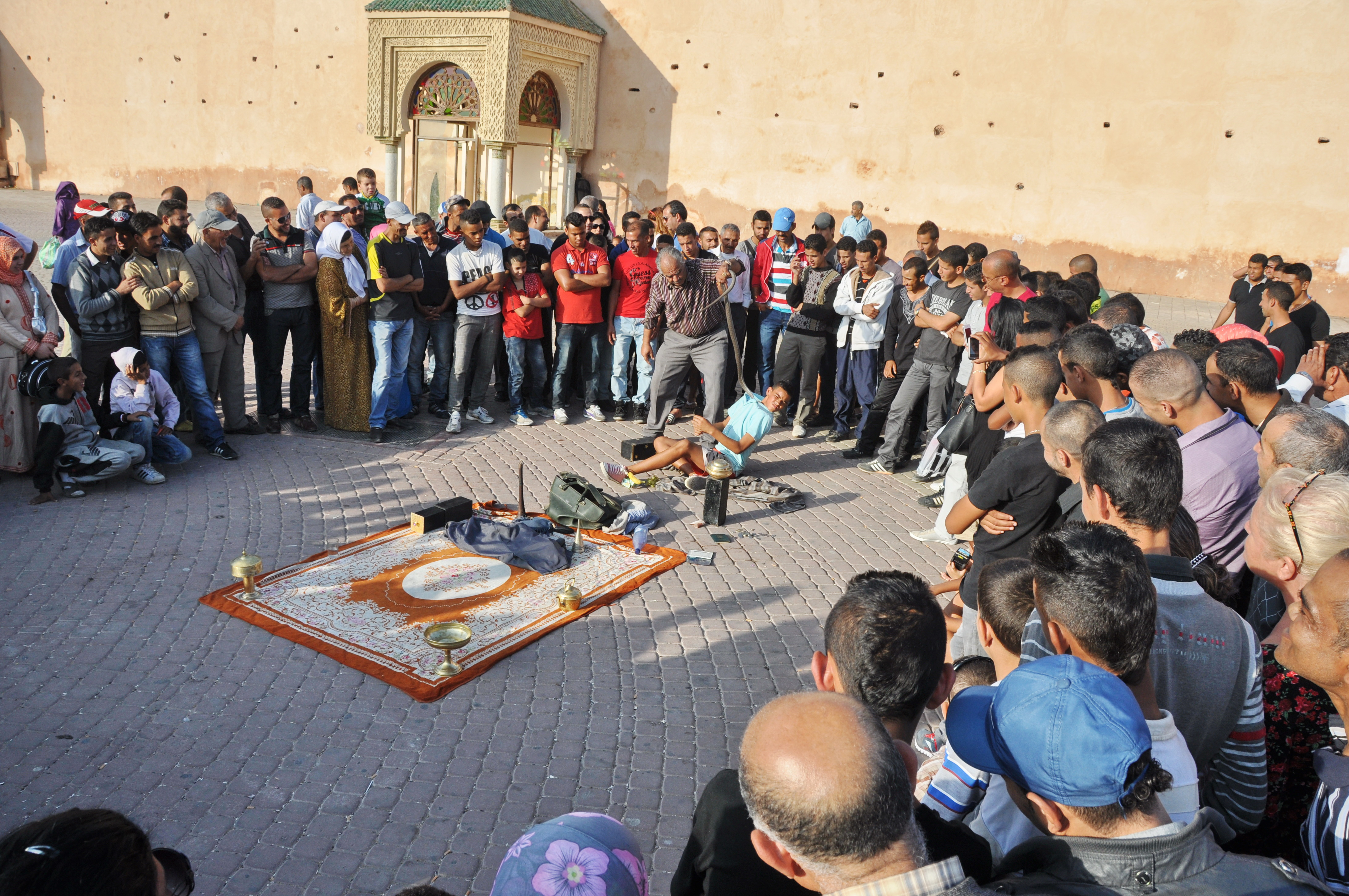
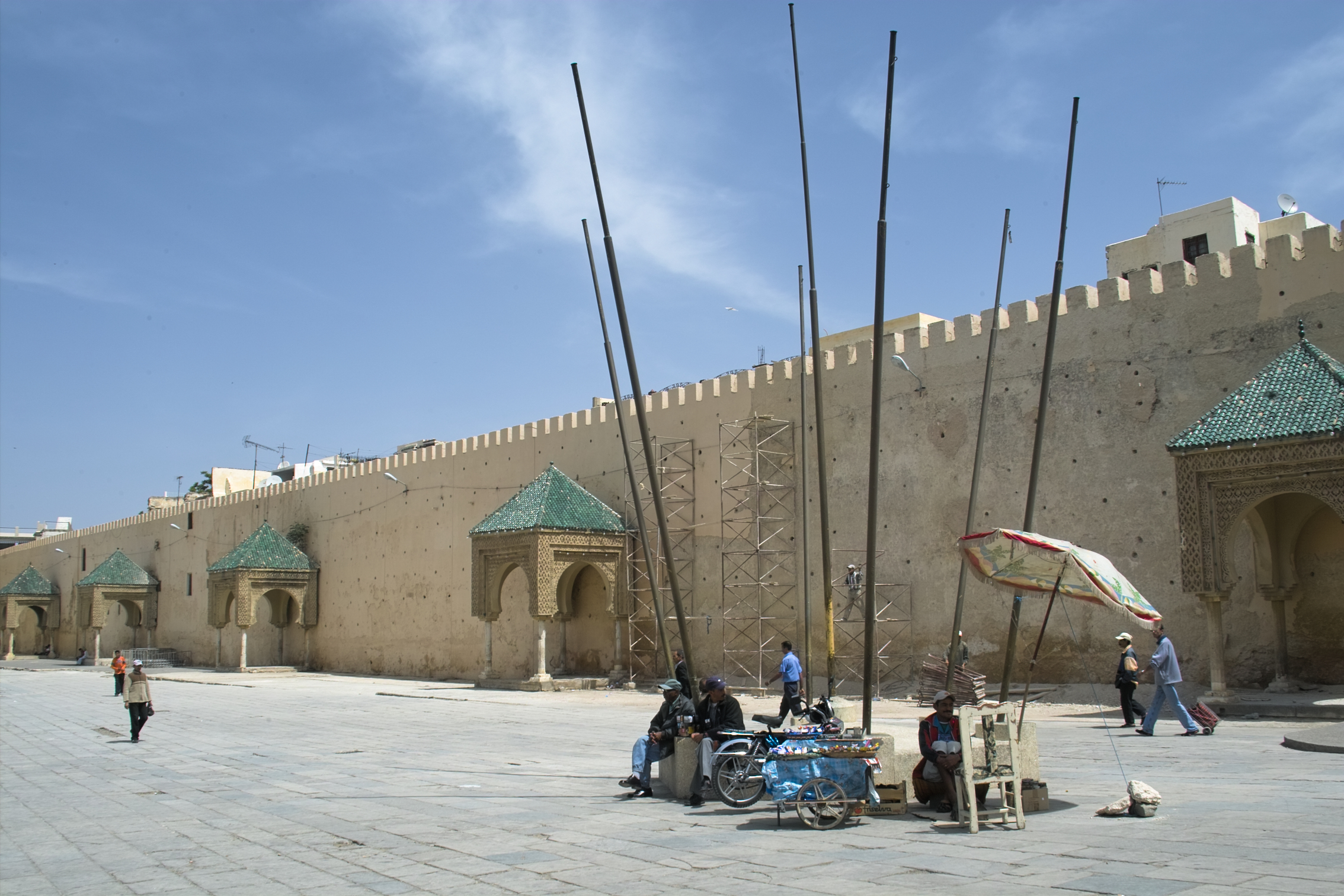